# Andrea Vavassori
Andrea Vavassori (Turijn, 5 mei 1995) is een Italiaans tennisser die voornamelijk actief is in het dubbelspel.

## Loopbaan
Vavassori nam in 2021 voor het eerst deel aan een Grand Slam, hij bereikte de tweede ronde in het dubbelspel op de Australian Open. Op Roland Garros ging hij er al in de eerste ronde uit. Hij won hetzelfde jaar zijn eerste ATP-toernooi samen met zijn landgenoot Lorenzo Sonego was hij de sterkste op de ATP Cagliari. Hij won veertien challengers in het dubbelspel.

## Palmares
| Legenda                       | Legenda               |
| ----------------------------- | --------------------- |
| Grand Slam                    |                       |
| Olympische Spelen             |                       |
| tot 2009                      | vanaf 2009            |
| Tennis Masters Cup            | ATP Finals            |
| ATP Masters Series            | ATP Tour Masters 1000 |
| ATP International Series Gold | ATP Tour 500          |
| ATP International Series      | ATP Tour 250          |

### Dubbelspel
| Nr.                          | Datum             | Toernooi      | Ondergrond    | Partner              | Tegenstanders in finale                      | Score                | Details |
| ---------------------------- | ----------------- | ------------- | ------------- | -------------------- | -------------------------------------------- | -------------------- | ------- |
| gewonnen finales herendubbel |                   |               |               |                      |                                              |                      |         |
| 1.                           | 11 april 2021     | ATP Cagliari  | Gravel        | Lorenzo Sonego       | Simone Bolelli Andres Molteni                | 6-3, 6-2             | details |
| 2.                           | 5 maart 2023      | ATP Santiago  | Gravel        | Andrea Pellegrino    | Thiago Seyboth Wild Matías Soto              | 6–4, 3–6, [12–10]    | details |
| 3.                           | 9 april 2023      | ATP Marrakesh | Gravel        | Marcelo Demoliner    | Alexander Erler Lucas Miedler                | 6–4, 3–6, [12–10]    | details |
| verloren finales herendubbel |                   |               |               |                      |                                              |                      |         |
| 1.                           | 10 april 2022     | ATP Marrakesh | Gravel        | Jan Zielinski        | Rafael Matos David Vega Hernandez            | 1-6, 5-7             | details |
| 2.                           | 25 juni 2023      | ATP Halle     | Gras          | Simone Bolelli       | Marcelo Melo John Peers                      | 6–7(7), 6–3, [6–10]  | Details |
| 3.                           | 30 juli 2023      | ATP Umag      | Gravel        | Simone Bolelli       | Blaž Rola Nino Serdarušić                    | 6-4, 6-7(2), [13-15] | details |
| Gewonnen challengers         |                   |               |               |                      |                                              |                      |         |
| 1.                           | 26 november 2017  | Andria        | Hardcourt     | Lorenzo Sonego       | Sander Arends Sander Gillé                   | 6-3, 3-6, [10-7]     |         |
| 2.                           | 29 april 2018     | Francavilla   | Gravel        | Julian Ocleppo       | Ariel Behar Maximo Gonzalez                  | 7-6, 7-6             |         |
| 3.                           | 1 juli 2018       | Milaan        | Gravel        | Julian Ocleppo       | Gonzalo Escobar Fernando Romboli             | 4-6, 6-1, [11-9]     |         |
| 4.                           | 22 juli 2018      | San Benedetto | Gravel        | Julian Ocleppo       | Sergio Galdós Federico Zeballos              | 6-3, 6-2             |         |
| 5.                           | 9 juni 2019       | Poznań        | Gravel        | David Vega Hernandez | Pedro Martínez Mark Vervoort                 | 6-4, 6-7, [10-6]     |         |
| 6.                           | 6 december 2020   | Maia          | Gravel        | Zdeněk Kolář         | Lloyd Glasspool Harri Heliovaara             | 6-3, 6-4             |         |
| 7.                           | 28 maart 2021     | Lugano        | Hardcourt (i) | Andre Begemann       | Denys Molchanov Sergiy Stakhovsky            | 7-6, 4-6, [10-8]     |         |
| 8.                           | 12 september 2021 | Tulln         | Gravel        | Dustin Brown         | Rafael Matos Felipe Meligeni Rodrigues Alves | 7-6, 6-1             |         |
| 9.                           | 10 oktober 2021   | Napels        | Gravel        | Dustin Brown         | Mirza Bašić Nino Serdarusic                  | 7-5, 7-6             |         |
| 10.                          | 27 maart 2022     | Zadar         | Gravel        | Zdeněk Kolář         | Franco Agamenone Manuel Guinard              | 3-6, 7-6, [10-6]     |         |
| 11.                          | 17 juli 2022      | Verona        | Gravel        | Luis David Martínez  | Juan Ignacio Galarza Tomás Lipovšek Puches   | 7-6, 3-6, [12-10]    |         |
| 12.                          | 7 augustus 2022   | Cordenons     | Gravel        | Dustin Brown         | Ivan Sabanov Matej Sabanov                   | 6-4, 7-5             |         |
| 13.                          | 18 september 2022 | Szczecin      | Gravel        | Dustin Brown         | Roman Jebavý Adam Pavlásek                   | 6-4, 5-7, [10-8]     |         |
| 14.                          | 25 september 2022 | Genua         | Gravel        | Dustin Brown         | Roman Jebavý Adam Pavlásek                   | 6-2, 6-2             |         |

### Landencompetities
| Nr.              | Datum          | Toernooi   | Ondergrond | Partner(s)                                                                                            | Tegenstanders                                                                                                  | Score | Ref.    |
| ---------------- | -------------- | ---------- | ---------- | --- | --- | ----- | ------- |
| Verloren finales |                |            |            | | |       |         |
| 1.               | 8 januari 2023 | United Cup | Hardcourt  | Matteo Berrettini Lorenzo Musetti Marco Bortolotti Martina Trevisan Lucia Bronzetti Camilla Rosatello | Taylor Fritz Frances Tiafoe Denis Kudla Hunter Reese Jessica Pegula Madison Keys Alycia Parks Desirae Krawczyk | 0-4   | Details |

## Resultaten grote toernooien
| Legenda | Legenda                          |
| ------- | -------------------------------- |
| g.t.    | geen toernooi gehouden           |
| l.c.    | lagere categorie                 |
| –       | niet deelgenomen                 |
| G       | uitgeschakeld in de groepsfase   |
| 1R      | uitgeschakeld in de eerste ronde |
| 2R      | uitgeschakeld in de tweede ronde |
| 3R      | uitgeschakeld in de derde ronde  |
| 4R      | uitgeschakeld in de vierde ronde |
| KF      | uitgeschakeld in de kwartfinale  |
| HF      | uitgeschakeld in de halve finale |
| F       | de finale verloren               |
| W       | het toernooi gewonnen            |
| w-v     | winst/verlies-balans             |

### Enkelspel
| grandslamtoernooien |     |     |   |
| Australian Open     | –   | –   |   |
| Roland Garros       | –   | 2R  |   |
| Wimbledon           | 1R  | –   |   |
| US Open             | –   | –   |   |
| statistieken        |     |     |   |
| titels per jaar     | 0   | 0   | 0 |
| eindejaarsranking   | 213 | 157 |   |

### Dubbelspel
| grandslamtoernooien |    |    |    |   |
| Australian Open     | 2R | 1R | 2R |   |
| Roland Garros       | 1R | 2R | 1R |   |
| Wimbledon           | 1R | 2R | 2R |   |
| US Open             | –  | 3R | 1R |   |
| statistieken        |    |    |    |   |
| titels per jaar     | 1  | 0  | 2  | 0 |
| eindejaarsranking   | 69 | 52 | 44 |   |

### Gemengd dubbelspel
| grandslamtoernooien |    |    |    |
| Australian Open     | –  | 2R | 2R |
| Roland Garros       | –  | 2R | W  |
| Wimbledon           | 2R | 1R |    |
| US Open             | –  | W  |    |
| statistieken        |    |    |    |
| titels per jaar     | 0  | 1  | 1  |